# Kolinkiwci
Toporiwci (ukr. Колінківці) – wieś na Ukrainie, w obwodzie czerniowieckim, w rejonie czerniowieckim, w hromadzie Toporiwci. W 2001 liczyła 5245 mieszkańców, głównie Mołdawian.

## Urodzeni
- Włodzimierz (Kantarian) - mołdawski biskup prawosławny (Patriarchat Moskiewski).